# Comun Nuovo
Comun Nuovo ist eine italienische Gemeinde (comune) in der Provinz Bergamo in der Region Lombardei mit 4438 Einwohnern (Stand 31. Dezember 2023).

## Geographie
Comun Nuovo befindet sich neun km südlich der Provinzhauptstadt Bergamo und 40 km nordöstlich der Metropole Mailand.
Die Nachbargemeinden sind Levate, Spirano, Stezzano, Urgnano, Verdello und Zanica.

## Sehenswürdigkeiten
Im Ortszentrum finden sich noch immer zahlreiche Spuren aus dem Mittelalter. Dazu gehören die Burg der Familie Suardi samt dazugehörigen Turm, der heutzutage als Glockenturm der Pfarrkirche genutzt wird.
Die Pfarrkirche San Salvatore wurde im 16. Jahrhundert erbaut und Anfang des 20. Jahrhunderts restauriert.
In der Kirche befindet sich ein Altarbild von Giovanni Battista Moroni.